# سيمون هاسي
سيمون هاسي (بالإنجليزية: Simon Hussey)‏ هو موسيقي ومنتج أسطوانات أسترالي، ولد في 7 يوليو 1960 في Lismore, Victoria ‏ في أستراليا.